# トースト (ニール・ヤングのアルバム)
| 専門評論家によるレビュー | 専門評論家によるレビュー |
| レビュー・スコア         | レビュー・スコア         |
| 出典                     | 評価                     |
| ------------------------ | ------------------------ |
| The Observer             | [ 2 ]                    |
| Pitchfork                | 6.3/10                   |
| The Telegraph            | [ 4 ]                    |

『トースト』（Toast）は、カナダ系アメリカ人のシンガー・ソングライター、ニール・ヤングとクレイジー・ホースの44枚目のスタジオ・アルバム。ヤングのいくつかの 「失われた」 アルバムのひとつであるこの作品は、2000年から2001年にかけてレコーディングされたが、『アー・ユー・パッショネイト?』のためにお蔵入りとなり、2022年7月8日にようやくリリースされた。このアルバムはニール・ヤング・アーカイブス・スペシャル・リリース・シリーズの第9集にあたる。

## 制作背景
このアルバムは、2000年末から2001年初めにかけて、サンフランシスコのトースト・レコーディング・スタジオ（以前は、ナット・キング・コール、ジョン・コルトレーン、クリーデンス・クリアウォーター・リヴァイヴァルらが使用した由緒あるコースト・レコーダーズがあった施設）でレコーディングされた。当時、ヤングは当時の妻ペギとの結婚生活が困難な時期にあり、曲作りに苦労していた、このことが、その後の楽曲の陰鬱なムードに大きく影響している。ギタリストのフランク・"ポンチョ"・サンペドロによれば、「何かが間違っているように感じた」と主張した。
激動のセッションの最中、グループはブラジルとアルゼンチンで初のライヴを行うために休暇を取った。サンペドロは、再活性化したバンドがスタジオに戻ってきたとき、すべてが 「ラテン・フィーリングになっていた」と主張した。しかし、ヤングはその結果に満足できず、最終的にセッションを断念することにしたという：
「『トースト』の曲は当時とても悲しく、世に出すことができなかった。私はそれを飛ばして、代わりに別のアルバムを作ったんだ。」
ヤングによれば、リック・ルービンはしばしばコントロール・ルームのゲストとしてトーストのセッションに同席していたが、彼が実質的なプロデュースに貢献したかどうかは不明である。
その代わり、ヤングはサンペドロとブッカー・T＆ザ・MG.sと『アー・ユー・パッショネイト?』を制作し、「Quit」、「How Ya Doin'?」（「Mr.Disappointment 」として）、「Boom Boom Boom」（「She's a Healer 」として）をゼロから再録音した。タイトルの「Gateway of Love」は『アー・ユー・パッショネイト?』のスリーブにも収録されているが、曲自体は収録されていない。
それから数年、ヤングはこのアルバムを再評価した。2008年4月、『Toast』は、ニール・ヤング・アーカイヴの新しいスペシャル・リリース・シリーズの第1弾としてリリース間近であることが発表され、ヤングはこのアルバムを「『今宵その夜』をダウン・プレイしたような」、その「アンビエントな雰囲気、霧に包まれた、青く荒涼とした」作品だと評した。リリースは実現しなかったが、その後の数年間、ヤングは定期的にインタビューや自身のウェブサイトの記事、回顧録『Special Deluxe』で『トースト』について語っていた。ついに2022年7月8日、リプリーズ・レコードからアナログレコード、CD、デジタルでリリースされた。

## 収録曲
| 全作詞・作曲: ニール・ヤング。 |                                      |                |                |       |
| #                              | タイトル                             | 作詞           | 作曲・編曲     | 時間  |
| 1.                             | 「Quit」(Neil Young, Frank Sampedro) | ニール・ヤング | ニール・ヤング | 5:24  |
| 2.                             | 「Standing in the Light of Love」    | ニール・ヤング | ニール・ヤング | 4:18  |
| 3.                             | 「Goin' Home」                       | ニール・ヤング | ニール・ヤング | 7:52  |
| 4.                             | 「Timberline」                       | ニール・ヤング | ニール・ヤング | 4:10  |
| 5.                             | 「Gateway of Love」                  | ニール・ヤング | ニール・ヤング | 10:10 |
| 6.                             | 「How Ya Doin'?」                    | ニール・ヤング | ニール・ヤング | 7:00  |
| 7.                             | 「Boom Boom Boom」                   | ニール・ヤング | ニール・ヤング | 13:05 |
| 合計時間:                      | 合計時間:                            | 51:59          |                |       |

## 参加ミュージシャン
- ニール・ヤング - ヴォーカル、ギター、ピアノ、スクイーズボックス、ヴァイブス
- ラルフ・モリーナ - ドラム、パーカッション、ヴォーカル
- フランク・サンペドロ - ギター、ヴォーカル
- ビリー・タルボット - ベース、ヴォーカル
- ペギ・ヤング - ヴォーカル
- アストリッド・ヤング - ヴォーカル
- トム・ブレイ - トランペット

録音エンジニア&制作スタッフ
- ニール・ヤング - プロデュース、アートディレクション
- ジョン・ハンロン - プロデュース、エンジニアリング
- ニコ・ボラス - 編集
- アーロン・プレルヴィッツ、アレックス・オズボーン、ジョン・ハウスマン - アシスタント・エンジニア
- クリス・ベルマン - マスタリング
- ハンナ・ジョンソン、エベット・ロバーツ - 撮影
- ゲイリー・バーデン、ジャニス・ヘオ - アートディレクション＆デザイン